# Ligorio López
Ligorio López (3 luglio 1933 – 31 agosto 1993) è stato un calciatore messicano, di ruolo attaccante.

## Carriera
Con la Nazionale messicana ha preso parte ai Mondiali 1958.